# Morups församling
Morups församling är en församling i Varbergs och Falkenbergs kontrakt i Göteborgs stift. Församlingen ingår i Falkenbergs pastorat och ligger i Falkenbergs kommun i Hallands län.

## Administrativ historik
Församlingen har medeltida ursprung.
Församlingen utgjorde till 1962 ett eget pastorat, för att från 1962 till 1995 vara moderförsamling i pastoratet Morup och Stafsinge. Från 1995 till 2016 utgjorde församlingen åter ett eget pastorat. Församlingen ingår sedan 2017 i Falkenbergs pastorat.

## Kyrkor
- Morups kyrka